# Гринвилльский договор
 Гринвилльский договор (анг. Treaty of Greenville) — письменное соглашение между правительством США и племенным индейским союзом «Западная Индейская Конфедерация». Договор назван именем форта Гринвилл (сегодня — город Гринвилл в штате Огайо), в котором он был заключён после поражения индейцев в ходе военных сражений Северо-западной войны.

## История
Договор между индейским племенным союзом и Правительством США был заключен 2-го августа 1795 года после поражения индейцев в Битве у поваленных деревьев.
Правительство США представлял генерал Энтони Уэйн. Индейскую сторону представляли вожди индейских племён вайандотов, делаваров, шауни, оттава, оджибве, потаватоми, майами, кикапу, каскаския.
Согласно договору американцы получали во владение земли сегодняшнего Огайо и брали под свой контроль земли современного штата Индианы. В соответствии с договором устанавливалась фиксированная граница, называвшаяся «Greenville Treaty Line», в пределах которой могли селиться европейские колонисты.

## Реакция на договор
Известный индейский деятель Текумсе, который не присутствовал при подписании договора, отказался признать это соглашение.